# Dendrobium caryicola
Dendrobium caryicola är en orkidéart som beskrevs av André Guillaumin. Dendrobium caryicola ingår i släktet Dendrobium, och familjen orkidéer. Inga underarter finns listade i Catalogue of Life.